# Briët

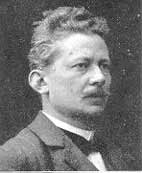
Arthur Briët (1867-1939)

Briët (ook: De la Saussaye Briët) is een van oorsprong Frans, later Nederlands geslacht.

## Geschiedenis
Het geslacht stamt af van hugenoten, en leden van het geslacht vertrokken later naar Nederland.
De genealogie van het geslacht is opgenomen in het Nederland's Patriciaat in 1967 .

## Wapen
Het wapen van de hoofdstam Briët is als volgt: in zilver een lage zwarte keper, vergezeld van drie rode rozen en in een rood schildhoofd een zilveren roos.
Het wapen van de zijtak De la Saussaye Briët is als volgt: het wapenschild is verdeeld in vier stukken; in de delen een en vier zijn in goud een lage zwarte keper, vergezeld van drie rode rozen, en in een rood schildhoofd een zilveren roos en in de delen twee en drie zijn in zilver een knoestig schuinkruis, vergezeld van vier vogels, alles zwart, als helmteken wordt drie struisveren van zwart, zilver en zwart gevoerd en de dekkleden zijn zwart, gevoerd van zilver.

## Enkele bekende leden
- Arthur Briët (1867-1939), kunstschilder;
  - Paul Briët (1894-1978), architect, leerling en opvolger van Johan Wilhelm Hanrath;
- Antoinette Briët (1954), beeldhouwster.
- Pierre Daniël de la Saussaye Briët (1911-1993), burgemeester
- Paul Etienne Briët (1871-1961), politicus ARP, eerste kamerlid in de periode 1923-1946.[4][5]